# 河南豫剧院
河南豫剧院位于河南省郑州市，成立于1956年3月，当时是中国大陆八大剧院之一。河南豫剧院有三个豫剧团，一团的演员主要来自于原香玉剧社，主演传统剧目；二团的演员主要来自于原河南大众剧团和人民剧团，主演新编历史剧；三团的前身是河南省歌剧团，主演现代戏。
河南豫剧院的新院址豫剧大剧院位于郑州市郑东新区芦医庙大街与美秀路交叉口东北角，历经八年建设，于2022年2月20日正式启用。

## 主要剧目
- 《全家福》，豫剧院三团创作，2014年11月6日在河南省艺术中心首演的现代廉政豫剧，以发生在河南省的部分典型腐败案例为原型和素材，2015年4月中央国家机关近2000名局处级干部在北京梅兰芳大剧院观看该剧。[2]

## 参看
- 豫剧团列表